# Vinton (Louisiana)
Vinton és una població dels Estats Units a l'estat de Louisiana. Segons el cens del 2000 tenia 3.338 habitants.

## Demografia
Segons el cens del 2000, Vinton tenia 3.338 habitants, 1.239 habitatges, i 900 famílies. La densitat de població era de 265,7 habitants/km².
Dels 1.239 habitatges en un 35,4% hi vivien nens de menys de 18 anys, en un 50% hi vivien parelles casades, en un 17,7% dones solteres, i en un 27,3% no eren unitats familiars. En el 23,6% dels habitatges hi vivien persones soles el 10,7% de les quals corresponia a persones de 65 anys o més que vivien soles. El nombre mitjà de persones vivint en cada habitatge era de 2,65 i el nombre mitjà de persones que vivien en cada família era de 3,11.
Per edats la població es repartia de la següent manera: un 29,8% tenia menys de 18 anys, un 9,2% entre 18 i 24, un 27,5% entre 25 i 44, un 21,4% de 45 a 60 i un 12,1% 65 anys o més.
L'edat mediana era de 34 anys. Per cada 100 dones de 18 o més anys hi havia 86,7 homes.
La renda mediana per habitatge era de 26.556 $ i la renda mediana per família de 30.565 $. Els homes tenien una renda mediana de 30.600 $ mentre que les dones 14.661 $. La renda per capita de la població era de 13.302 $. Entorn del 18,2% de les famílies i el 22,8% de la població estaven per davall del llindar de pobresa.

## Poblacions més properes
El següent diagrama mostra les poblacions més properes.